# La Vera
La Vera (anteriorment La Vera de Plasència) és una comarca espanyola situada al nord-est de la província de Càceres, a Extremadura. Consta de 19 pobles i 2 entitats locals. Jaraíz de la Vera és la principal localitat. Limita pel nord-oest amb la comarca extremenya de Valle del Jerte, al nord amb la comunitat autònoma de Castella i Lleó, amb la província de Toledo per l'est, amb Plasència a l'oest i al sud amb la comarca extremenya de Campo Arañuelo. La seva proximitat amb Madrid i el seu privilegiat entorn natural, ha convertit la comarca en un lloc cada vegada més destinat a residència de cap de setmana.
Els pobles de la comarca estan situats al vessant sud de la Serra de Gredos, circumstància que ha determinat el clima i el medi natural característics d'aquest territori. Cap al sud de la comarca es troba el riu Tiétar en el qual desemboquen les goles i rierols que neixen a la serra. La seva economia ha deixat de ser eminentment agrària per dedicar-se al turisme rural i de natura.
Per la bellesa i fertilitat de la zona, els romans van identificar la zona amb els Camps Elisis.
L'emperador Carles I d'Espanya i V del Sacre Imperi Romanogermànic va triar la localitat de Cuacos de Yuste, a la comarca de La Vera, per passar els seus últims dies.

## Localitats
Municipis
- Aldeanueva de la Vera
- Arroyomolinos de la Vera
- Collado de la Vera
- Cuacos de Yuste
- Garganta la Olla
- Gargüera de la Vera
- Guijo de Santa Bárbara
- Jaraíz de la Vera
- Jarandilla de la Vera
- Losar de la Vera
- Madrigal de la Vera
- Pasarón de la Vera
- Robledillo de la Vera
- Talaveruela de la Vera
- Tejeda de Tiétar
- Torremenga
- Valverde de la Vera
- Viandar de la Vera
- Villanueva de la Vera

Entitats locals
- Valdeíñigos de Tiétar que pertany a Tejeda de Tiétar
- Mesillas que pertanya a Collado de la Vera